# Beulah Burns
Beulah Burns (Cody, 19 novembre 1908 – San Francisco, 3 febbraio 1970) è stata un'attrice statunitense del cinema muto, attiva come attrice bambina dal 1914 al 1918 (tra i 6 e i 10 anni di età).

## Biografia
Nata a Cody (Wyoming) nel 1908, esordì a 6 anni, nel 1914, con il suo primo film, The Hidden Message, un cortometraggio prodotto dalla Reliance Film Company. 
Nella sua breve carriera, dal 1914 al 1918, Burns gira 14 pellicole. Assieme a Violet Radcliffe, Georgie Stone, 'Baby' Carmen De Rue, Francis Carpenter, Ninon Fovieri e Lloyd Perl forma un'affiatata compagnia di attori bambini ("The Triangle Kids"), protagonisti in diversi film prodotti dalla Fine Arts Film Company e distribuiti dalla Triangle Distribution.
La sua vita si svolge lontano dal mondo del cinema. Muore a san Francisco nel 1970, all'età di 61 anni.

## Filmografia
- The Tardy Cannon Ball - cortometraggio (1914)
- The Widow's Children - cortometraggio (1914)
- The Hidden Message (1914)
- His Responsibility (1914)
- Who Shot Bud Walton?, regia di Raoul Walsh (1914)
- Over the Ledge, regia di Fred Kelsey (1914)
- The Beat of the Year, regia di John G. Adolfi (1914)
- The Love Pirate, regia di Theodosia Harris (1915)
- Gridley's Wife
- The Man of It - cortometraggio (1915)
- Old Mother Grey
- Providence and the Twins (1915)
- I sette angeli di Ketty (Let Katie Do It), regia di C.M. Franklin e S.A. Franklin (1916)
- Reggie Mixes In
- The Fall of a Nation, regia di Thomas Dixon Jr. (1916)
- Gretchen the Greenhorn, regia di Sidney Franklin e Chester M. Franklin (1916)
- A Sister of Six, regia di Sidney Franklin e Chester M. Franklin (1916)
- Children of the Feud, regia di Joseph Henabery (1916)
- It's Great to Be Married
- The House Built Upon Sand, regia di Edward Morrissey - mediometaggio (1916)
- Cheerful Givers, regia di Paul Powell (1917)
- Six Shooter Andy, regia di Sidney Franklin (1918)